# 모질라

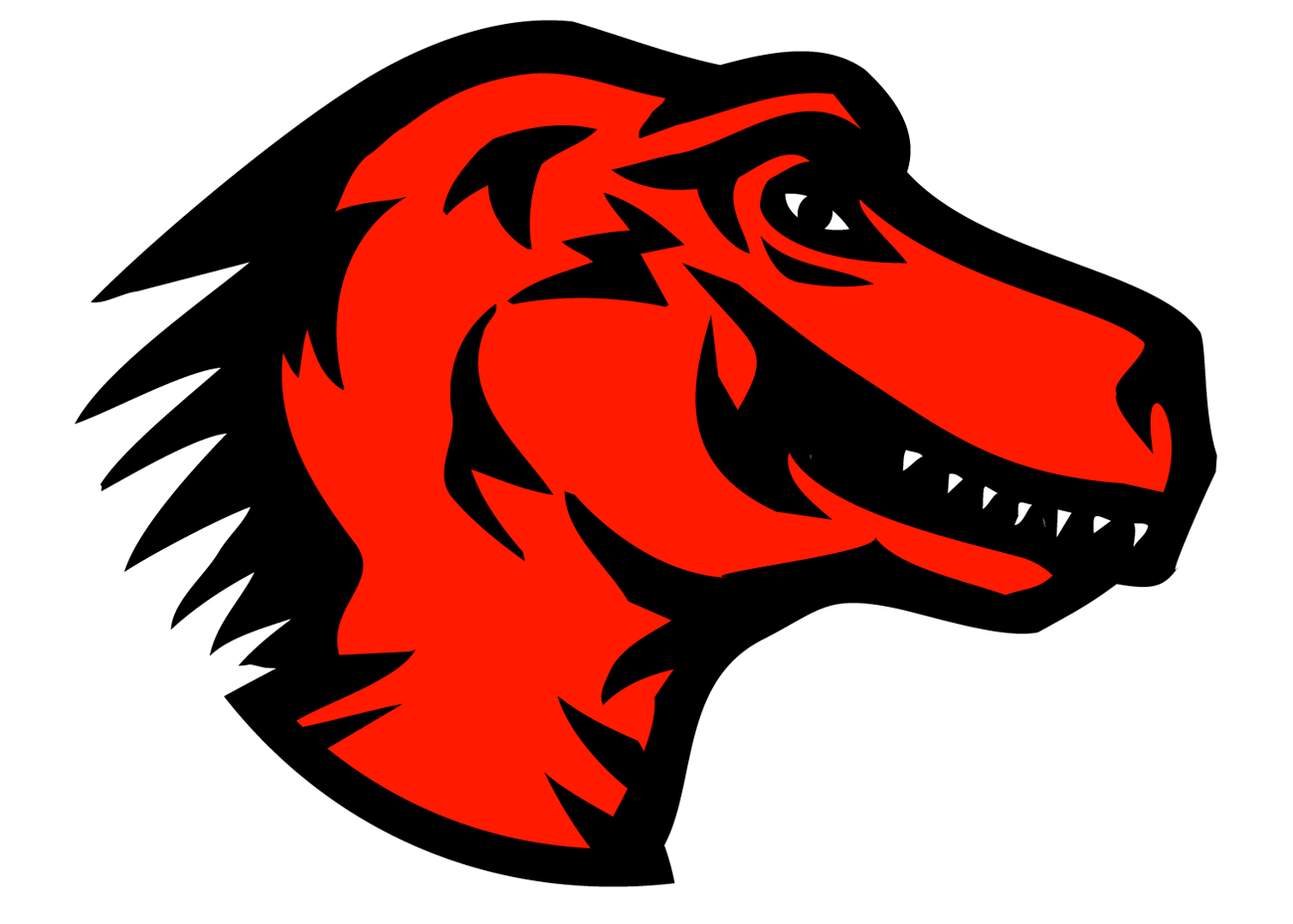
모질라의 과거 로고

모질라(Mozilla)는 1998년 미국 AOL의 넷스케이프 팀이 중심이 되어 구성한 자유 소프트웨어 커뮤니티이다. 파이어폭스 웹 브라우저, 썬더버드 이메일, 버그질라 오류 추적기 등을 개발했다. 로고는 일본의 괴물 영화에 나오는 고질라이다. 모질라는 모자이크 웹 브라우저와 고질라를 합성한 말이라는 설명도 있고, 모자이크 킬러의 줄임말이라는 설명도 있다. 2003년 모질라 커뮤니티가 중심이 되어 비영리 재단인 모질라 재단을 설립했다.

## 소프트웨어
- 파이어폭스
- 파이어폭스 모바일
- 파이어폭스 OS
- 파이어폭스 리얼리티: 가상 현실을 위한 브라우저
- 시몽키
- 버그질라
- 포켓: 인터넷 문서의 읽기 목록을 관리하기 위한 애플리케이션이자 웹 서비스
- 스파이더몽키
- 라이노 (자바스크립트 엔진)
- 게코 (레이아웃 엔진)
- 러스트 (프로그래밍 언어)
- XULRunner
- pdf.js
- 셤웨이 (소프트웨어)

## 같이 보기
- 모질라 재단
- 모질라 코퍼레이션
- 모질라 공용 허가서
- 모질라 애플리케이션 스위트
- 브랜든 아이크